# ليوناردو (شركة)
ليوناردو (سابقًا: ليوناردو-فينميكانيكا) (بالإنجليزية: Leonardo-Finmeccanica)‏ شركة إيطالية متعددة الجنسيات ذات تكنولوجيا عالية تعمل في مجال الفضاء والدفاع والأمن. تقوم الشركة بتصميم وتطوير المنتجات والخدمات والحلول المتكاملة لفائدة الحكومات والقوات المسلحة والمؤسسات. كما تقوم أيضا بتغطية سيناريوهات التدخل التالية: الجوي، والأرضي، والبحري، وكذلك النقل البحري، والفضاء والفضاء الإلكتروني.
وابتداء من تاريخ 15 مايو 2014، أصبح ماورو موريتي الرئيس التنفيذي والمدير العام للشركة.
توظف شركة ليوناردو-فينميكانيكا أكثر من 47000 موظفا، وتتواجد أهم مصانعها في إيطاليا، والمملكة المتحدة، والولايات المتحدة الأمريكية وبولونيا، وتتوفر على مقرات لها موزعة في 15 دولة في القارات الخمس.
ومنذ الأول من يناير 2016، اندمجت ليوناردو- فينميكانيكا مع الشركتين التابعتين أوتو ميلارا (OTO Melara) وواس (WASS). واستوعبت أنشطة الشركات التابعة أغستاوستلاند، وألينيا آيرماكي ووسيليكس اي اس، وأصبحت تعمل كشركة موحدة منتظمة في سبعة أقسام تجارية (المروحيات، والطائرات، وهياكل الطائرات، وأنظمة الطيران والفضاء، والأنظمة الإلكترونية للدفاع الأرضي والبحري، وأنظمة الدفاع، وأنظمة السلامة والمعلومات) وأيضا عبر الشركات التابعة وشركات الشراكة مثل دي ار اس تي للتكنولوجيا  (DRS Technologies) (منتجات وخدمات ودعم متكامل للدفاع)، وتيليسباتزيو (Telespazio) (خدمات الأقمار الصناعية) وثاليس ألينيا سبيس (Thales Alenia Space) (أقمار صناعية وهياكل المدارات)، وام بي دي ايه (MBDA) (أنظمة الصواريخ)، وايه تي ار(ATR) (الطائرات الإقليمية). وفي عام 2016، قامت الشركة بتغيير اسمها ليصبح ليوناردو بدلا من فينميكانيكا.